# لغات بلطيقية
هي لغة تجمع شعوب الساحل الشرقي البلطيقي مثل جمهورية لاتفيا وليتوانيا ويوجد بضعة ألوف يتكلمون بهذه اللغة في روسيا البيضاء وبولونيا وهي من سلالة اللغات الهندو-أوروبية وأكثر شعب يتكلم بهذه اللغة بالدرجة الأولى هم الليتوانيون ثم اللاتفيين.

## اللغات القريبة من اللغة البلطيقية
يشارك اللغة البلطيقية من حيث انحدارها من اللغات الهندأروبية السلافية والجرمانية أكثر من غيرهن من اللغات الهندوأوربية الأخرى.

## تطور اللغة البلطيقية
يرى الباحثون أن اللغة البلطيقية بدأت بالتطور في القرن الثاني قبل الميلاد، وبدأت اللهجات فيها تأخذ منعطفاً ويتميز بعضها عن بعض، ثم كانت الرقعة الجغرافية التي تطورت على أرضها هذه اللغة البلطيقية القديمة واسعة جداً، مما أدى إلى اختلاف اللهجات بين بعضها البعض، ثم لما هاجر السلاف القدماء شمالاً واستقروا قرب بحر البلطيق بدأت هذه اللغة تستعيد نشاطها في الانتشار، وانصهرت مع لغة البلطيقيين الأم وذلك في القرن الرابع عشر للميلاد وكان التمايز والانفصال بين اللغتين الليتوانية واللاتفية حصل في القرن السابع عشر الميلادي.

## اللغات البلطيقية المنقرضة
من اللغات البلطيقية المنقرضة التي لاوجود لها في وقتنا الحاضر اللغة السلافية selonian والسميغالية semigallian ويذكر الباحثون أن هاتين اللغتين قامت على أكتافهما اللغة الليتوانية واللاتيفية الحديثة.